# قائمة زملاء الجمعية الملكية المنتخبين في 1930
هذه الصفحة تعرض قائمة زملاء الجمعية الملكية المُنتخبين لعام 1930.None

## الزملاء
- Edward Battersby Bailey [الإنجليزية]‏
- Harry Eltringham [الإنجليزية]‏
- هارولد جونز
- John Stephenson (zoologist) [الإنجليزية]‏
- Frederick Tom Brooks [الإنجليزية]‏
- William Whiteman Carlton Topley [الإنجليزية]‏

## الأعضاء الأجانب
- توليو ليفي تشيفيتا